# Die faule Spinnerin

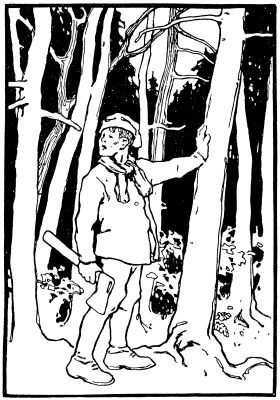
Illustration von Otto Ubbelohde, 1909

Die faule Spinnerin ist ein Schwank (ATU 1405). Er steht in den Kinder- und Hausmärchen der Brüder Grimm an Stelle 128 (KHM 128).

## Inhalt
Eine faule Frau redet sich damit heraus, sie könne nicht haspeln, da sie keine Haspel habe. Da geht ihr Mann Haspelholz schlagen. Sie versteckt sich und ruft dreimal „wer Haspelholz haut, der stirbt, wer da haspelt, der verdirbt!“, bis er aufgibt. Sie haspeln den Faden, indem sie den Knäuel zwischen Dachboden und unten hin und her werfen. Die Frau soll ihn noch kochen. Sie legt einen verkochten Faden in den Topf und lässt den Mann aufpassen. So meint er, er hätte es falsch gemacht und lässt sie künftig in Ruhe.

## Herkunft
Grimms Anmerkung notiert „Aus Zwehrn“ (von Dorothea Viehmann) und nennt neben KHM 14 Die drei Spinnerinnen zum Vergleich Pentameron 4,4 Die sieben Schwarten; Altdeutsche Wälder 3, 160–163, Hagens Gesamtabenteuer 2, 141; Paulis Schimpf und Ernst. Den Spindelbaum bringen sie etymologisch mit einem Glück oder Unglück bedeutenden Wünschelbaum in Verbindung.
Das Motiv des Angsteinjagens durch versteckten Zuruf ist laut Hans-Jörg Uther identisch mit dem des gefoppten Beters, der z. B. bei einem Baum höheren Rat sucht, siehe KHM 139 Dat Mäken von Brakel.